# ويستون ميتشيل
ويستون ميتشيل (بالإنجليزية: Weston Mitchell)‏ هو مدرب كرة سلة أمريكي، ولد في 8 ديسمبر 1890، وتوفي في 1962.

## روابط خارجية
- ويستون ميتشيل على موقع كلية كرة السلة في سبورتس رفرنس.كوم (الإنجليزية)